# Conglomerat mediàtic
Un conglomerat mediàtic, un grup mediàtic, o un grup de comunicació és un conglomerat empresarial que posseeix entre el seu grup d'empreses diversos mitjans de comunicació, especialment quan es diversifiquen en mitjans escrits (periòdics, revistes i unes altres productes editorials), mitjans audiovisuals tradicionals (cadenes de televisió i ràdio, productores cinematogràfiques), i les més recents formes de telecomunicació (especialment Internet).
The Walt Disney Company  és, en l'actualitat, el grup de comunicació capdavanter en el món; seguit de Comcast, WarnerMedia, i Viacom; anteriorment 21st Century Fox era el quart conglomerat en discòrdia fins a la compra per part de Disney efectuada el 2017. Altres conglomerats industrials de major grandària poden tindre fins i tot més presència en el sector audiovisual, però al mantenir la part principal del seu negoci en altres sectors econòmics no se'ls consideren grups mediàtics principalment, com és el cas de Sony o de General Electric i AT&T.